# Maxime Abolgassemi
Maxime Abolgassemi, né en 1968, est professeur de classes préparatoires et écrivain. Ses travaux en théorie littéraire se consacrent particulièrement à l’étude du « hasard objectif ». Nuit Persane, son premier roman, paraît à la rentrée littéraire 2017 aux éditions Erick Bonnier.

## Biographie
Fils du poète Parviz Abolgassemi, Maxime Abolgassemi est diplômé en physique théorique (1990) et certifié de physique-chimie (1991), il devient ensuite agrégé de lettres modernes (1997) et docteur ès lettres (2008).
Professeur de chaire supérieure, il enseigne en classes préparatoires la littérature comparée et la culture générale au lycée Chateaubriand de Rennes.

## Nuit persane
L'auteur reconstitue dans ce premier roman les années 1976-1978 en Iran. Mathieu, le personnage principal, suit son père à Téhéran, où il fréquente le Lycée franco-iranien Râzi, avant de découvrir une autre réalité sociale et politique, celle d’un pays dont les troubles vont conduire à la Révolution iranienne. Mais la rencontre avec Leyli, une jeune Iranienne passionnée de littérature, va tragiquement bouleverser l’ordre de ses priorités.
Interrogé sur la dimension autobiographique, Maxime Abolgassemi explique avoir surtout reçu de son père un héritage d’exilé, « c'est-à-dire une histoire qui ne met pas de mots sur ce qu’elle a à raconter », et qu’il a écrit ce roman justement « pour mettre des mots sur le silence, jeter des ponts sur le vide ». Le choix de la révolution iranienne obéit au désir de « revenir sur une période passionnante et pourtant véritable zone d’ombre de la mémoire collective récente ». Selon lui, « on se sent toujours dépossédé de sa révolution » lorsque le processus finit par se concrétiser.

## Publications

### Roman
- Nuit persane, Éditions Erick Bonnier, 2017

### Essais collectifs
- Pour quoi vous levez-vous le matin ?, Belin, 2022
- Pourquoi moi ?, le hasard dans tous ses états, Belin, 2021

### Enseignement et concours
- Réussir l’entretien aux oraux de concours, Ellipses, 2016
- « Ce que nous apprend la Culture générale », Atala n° 14, mars 2011
- « ‘Tu toqueras à ma porte’, l’écriture d’invention au lycée : lire / écrire la poésie », Acanthe, Annales de lettres françaises de l’Université Saint-Joseph de Beyrouth, vol. 26-27, décembre 2009
- L’Écriture d’invention : écrire pour lire, lire pour écrire, CRDP de Bretagne, 2001